# フィリップス曲線
フィリップス曲線（フィリップスきょくせん、英: Phillips curve）は、経済学において物価と失業の関係を示したもの。アルバン・ウィリアム・フィリップスが1958年の論文の中で発表した。

## 概要
縦軸にインフレ率（物価上昇率）、横軸に失業率をとったときに、両者の関係は右下がりの曲線となる。フィリップスが初めて発表した時は縦軸に賃金上昇率を取っていたが、物価上昇率と密接な関係があるため、縦軸に物価上昇率を用いることが多い。
これは、短期的にインフレ率が高い状況では失業率が低下し、逆に失業率が高いときはインフレ率が低下することを意味する（物価上昇と失業のトレードオフ関係）。つまりフィリップス曲線とは、短期において「失業率を低下させようとすればインフレーションが発生」し、「インフレーションを抑制しようとすれば失業率が高くなる」ということを表した曲線である。

## 理論的背景
期待インフレ率が上昇すると、名目賃金には硬直性があるため、実質賃金（=名目賃金/予想物価水準）が低下する。完全雇用が達成されていない短期においては、この労働力価格の低下を受けて雇用量が増加し、失業率が減少する。そのため、期待インフレ率と失業率の間には右下がりの関係が描ける。そして一般に、期待インフレ率が変化すると実現するインフレ率もそれに応じて変化するため、実現したインフレ率と失業率の間においても右下がりの関係が表れることとなる。その他にも、不完全情報モデル等様々に導かれる総供給曲線を、オークン法則と組み合わせることなどにより、フィリップス曲線を得ることが出来る。

## 自然失業率と貨幣の中立性
ミルトン・フリードマンはフィリップス曲線に期待（予想）の概念を導入し、インフレ率の水準に関わらず長期的には一定の失業率に落ち着くとし、この失業率を自然失業率(natural rate of unemployment)と呼んだ。マネタリストは、長期のフィリップス曲線は垂直になると主張する。つまり、インフレ率と失業率には逆相関の関係はないということになる。フリードマンに影響を受けた新古典派経済学者たちは、景気によって財政政策・金融政策を頻繁に動かすのは、逆に経済を不安定にするとしている。
ジェームズ・トービン、ジョージ・アカロフやポール・クルーグマンらによって、低インフレからデフレ領域においては長期においてもフィリップス曲線が右下がりとなることが指摘されている。これは、名目賃金の硬直性により、インフレ率の低い領域では実質賃金の調整が一層困難となり失業が解消されにくいこと、またその失業が履歴効果などによって長期的に固定化・構造化してしまうことなどによる（低インフレからデフレ領域では「インフレの潤滑油効果（inflation's grease effect）」が機能しない）。長期においても右下がりなフィリップス曲線は、長期に渡っても貨幣数量説が成立せず、デフレーションが経済に悪影響を与え続け得ることを示唆している。

## 実際のフィリップス曲線
右のグラフは、米国経済のフィリップス曲線である。縦軸が物価上昇率、横軸が失業率で、どちらも単位は100ベーシスポイント(1%)である。1960年代後半は、失業率の低下とインフレ率の上昇という典型的な短期における右下がりの関係が表れている。
1990年代はインフレ率と失業率が共に低下する時代でニューエコノミーとも呼ばれた。期待インフレ率の低下によってフィリップス曲線が漸次、下方にシフトしていったと考えられ、単純にプロットするとむしろ左下がりの関係が見られることとなっている。
失業率に影響を与えるのは、主に、実現したインフレ率そのものではなく予想されたインフレとの乖離である。予想を上回ってインフレが進行した分が、失業率を低下させることになる。よって、実現したインフレ率と失業率のグラフにおいて、フィリップス曲線は期待インフレ率によって上下にシフトする。また、供給ショックなど、その他の要因によってもフィリップス曲線はシフトする。たとえばオイルショックのような供給ショックは、失業率悪化と物価上昇を同時にもたらし、フィリップス曲線を右上方向へシフトさせる要因となる。
フィリップス曲線上の動きと、フィリップス曲線のシフトとの区別は重要である。たとえば景気悪化局面においては、失業率の悪化とともにインフレ率の低下が起きるが、そのインフレ率の低下を受けて人々のインフレ期待も低下していくことになり、フィリップス曲線の下方シフトが発生する。その結果、実現したインフレ率と失業率の間には時計回りのスパイラルが描かれることになり、この時計回りの動きの中で左下がりの部分が観察される（右の1990年代のプロットはこの時計回りの動きの典型となっている）。
また、1980年代以降の先進諸国では、インフレ率を低位に安定させる金融政策が目指されたことにより、期待インフレ率が漸減していったため、フィリップス曲線は次第に下方にシフトしていった。その結果、実現したインフレ率と失業率の間にはきれいな右下がりの曲線が描けなくなっている。しかし、これらはフィリップス曲線のシフトの結果であり、物価上昇と失業のトレードオフ関係が無くなったことを意味していない。